# Пучеж
Пучеж (на руски: Пучеж) e град в Русия, административен център на Пучежки район, Ивановска област. Населението на града към 1 януари 2018 е 6813 души.